# 働くお兄さん!
『働くお兄さん！』（はたらくおにいさん、WORKING BUDDIES!）はTomovies制作による日本のオリジナルアニメ作品。2018年1月から3月までTOKYO MX、BSフジにて、5分枠のショートアニメとして放送された。アニメは全12話で、第13話として出演声優による特番が放送された。同年6月29日にBlu-ray、DVDが発売。
第2期『働くお兄さん！の2！』が2018年7月から9月まで放送された。こちらも全12話で、第13話は視聴者投票結果による人気エピソードをアンコール放送する「セレクション放送」を実施。

## 概要
グッドスマイルカンパニーとTOKYO MXの共同製作企画。メインキャストやゲストキャラクターに声優ユニット「DearDream」のメンバーが多数出演する。原作として、『うーさーのその日暮らし』の原作者である宇佐義大が携わる。
擬人化された動物（獣人）のキャラクターたちがアルバイトの職場で織りなす、コメディドラマとなっている。
公式サイトでは、マイナビバイトとコラボし、各回に登場したアルバイトの紹介を行っている。
第1期第13話は「特番」と称して出演者が実写で登場するインタビュー回となっている。
第2期第3話はアニメではなく、声優本人達の実写映像による演技で放送。公式サイトや事前告知にてアニメカットも一部存在したが、本編未使用となっている。
第2期第10話は『電光超人グリッドマン』とのコラボ回。

## 登場キャラクター

### 主要キャラクター
茶トラ沢タピオ（ちゃトラざわ タピオ）
声 - 富田健太郎
茶トラ猫（公式サイトでは三毛猫と表記されている）。元気いっぱいで明るさが取り柄だが空回り気味。体力に自信があり、持ち前の前向きさで様々な仕事に取り組んでいる。地方出身で、現在は一人暮らし。コミュニケーション能力が高く、好奇心旺盛で誰とでも仲良くなれる。
ロシ原クエ彦のことを「クッピー」「クエぽん」など変わったあだ名で呼んで怒られている（普通に「ロシ原くん」と呼ぶこともある）。
ロシ原クエ彦（ロシはら クエひこ）
声 - 溝口琢矢
ロシアンブルー。冷めている態度だが要領はいいリアリスト。金のため、タピオと共に様々なアルバイトを掛け持ちする。仕事は手を抜かないが、体力にはあまり自信がない。他人に深く関わられることを嫌っているため、親しい友人は一人も居ない。家族と同居しており、母と妹がいる。
名前を呼んではいけないその動物
声 - 杉田智和
コアラのような耳や目を持つ1頭身の黄色い生き物。タピオたちのバイト先に現れ、謎の格言を語る。
ググガガ
声 - 蒼井翔太
第2期より登場。無職のカエル。

### 各話ゲストキャラクター

#### 第1期
スコ山先輩（スコやま せんぱい）
声 - 細谷佳正
第1話に登場。スコティッシュフォールド。運送会社で働くドライバー担当の先輩。
ジャコネ川先輩（ジャコネがわ せんぱい）
声 - 榎木淳弥
第2話に登場。ジャコウネコ。コンビニの先輩。コーヒーにはうるさい。
アルパ院先輩（アルパいん せんぱい）
声 - 太田将熙
第3話に登場。アルパイン種ヤギ。アパレルショップの先輩。オネエ言葉で話し自分の店の服も着こなす。
ゾウ林先輩（ゾウばやし せんぱい）
声 - 武内駿輔
第4話に登場。アフリカゾウ。レンタカー屋の先輩。軍隊っぽい口調。謎の動物からは衛生兵と呼ばれている。
オラ浦先輩（オラうら せんぱい）
声 - 株元英彰
第5話に登場。スマトラオランウータン。ガラスクリーニングの先輩。高所作業が得意。
アンゴラ森先輩（アンゴラもり せんぱい）
声 - 西山宏太朗
第6話に登場。アンゴラウラギ。交通量調査の指導員。ただし道路の自動車や人ではなく川のワニ（サメ）と兎を数える。アンゴラ感が出ると毛が増える。
カメ田先輩（カメだ せんぱい）
声 - 戸谷公人
第7話に登場。アカウミガメ。水族館の指導担当。お礼に魚の餌やりを見せてくれた。
ニワ徹先輩（ニワてつ せんぱい）
声 - 松岡禎丞
第8話に登場。ニワトリ。アニメショップの先輩。数歩歩くと何をしていたか忘れるが、マルチタスクな性能に優れている。名札は「ニワ」となっており、タピオ達からは「ニワ先輩」と呼ばれている。
ロバ辺先輩（ロバなべ せんぱい）
声 - 石原壮馬
第8話に登場。ロバ。アニメショップの先輩。ニワ徹先輩の残した仕事をすれば覚えやすいとアドバイスをする。
コウ盛先輩（コウもり せんぱい）
声 - 石原壮馬
第9話に登場。オヒキコウモリ。ゲームショップの店員。口調が軽い。後輩（声 - 岩端卓也）の店員がいる。
第2期第4話で再登場。こちらではカフェの店員となっている。
カニ平先輩（カニへい せんぱい）
声 - 正木郁
第10話に登場。ヘイケガニ。お客のサル島（声 - 松岡禎丞）とは対決する仲。
マツ阪先輩（マツさか せんぱい）
声 - 安元洋貴
第11話に登場。黒毛和種牛。焼肉屋のキッチン担当先輩店員。A5ランクで自信家。
トナ飼店長（トナかい てんちょう）
声 - 保志総一朗
第12話に登場。トナカイ。サンタクロース姿のケーキ屋の店長。

#### 第2期
レサパ田監督
声 - 櫻井孝宏
第2期第1話に登場。レッサーパンダ。映像制作会社の先輩。
大ガル先輩
声 - 鳥海浩輔
第2期第2話に登場。カンガルー。新幹線パーサーの先輩。
スフィ神先輩
演  - 猪塚健太
第2期第3話に登場。百貨店の指導員。実写で登場。
トウ堂先輩
声 - 羽多野渉
第2期第5話に登場。トド。プールスタッフの先輩。
ベルヶ峰先輩
声 - 土屋神葉
第2期第6話に登場。シロイルカ。遊園地アトラクションの先輩。
カモ志田さん
声 - 檜山修之
第2期第7話に登場。カモシカ。タピオの実家にある酒造所の頭。お調子者。
ノ淵兄弟
声 - 斉藤壮馬
第2期第8話に登場。
アイ之錠先輩
声 - 増田俊樹
デジ浜先輩
声 - 佐藤正治
第2期第10話に登場。ヒーローショーの先輩。
クリ戸先輩
声 - 緑川光
第2期第10話に登場。ヒーローショーの先輩。

### その他
ロシ原ペッ子（ロシはら ペッこ）
声 - 井上ほの花
ロシ原クエ彦の妹。兄とは対照的に明るく元気で好奇心旺盛。カメが好き。
クエ彦の母
声 - 井上喜久子
クエ彦とペッ子の母親。優しく家族想いな性格。パートで働いているが、どこで働いているかは明かされてはいない。
タピオの母
声 - 潘恵子
三毛猫（娘たちも同様）。酒造所の杜氏として切り盛りしている。
タピオの姉（長女）
声 - 潘めぐみ
実家の菓子屋の手伝いをしている。優しい性格。
タピオの姉（次女）
声 - 潘めぐみ
女子大生。都会住まいに憧れている。

## スタッフ
- 原作 - GOOD SMILE COMPANY・宇佐義大[5]
- 監督 - 高嶋友也[4]
- シリーズ構成・チーフプロデューサー - 宇佐義大[5]
- キャラクターデザイン - 小田ハルカ[4]
- 撮影監督 - 鈴木孝俊
- 撮影 - Ami Nakazawa[5]
- エディター - 西地剛久（第1話 - 第6話）、八﨑英介（第7話 - 第13話）
- 音響監督 - 浦狩裕樹[5]
- 音楽 - R・O・N[4]
- 音楽制作 - ランティス[5]
- 音楽プロデューサー - 吉江輝成
- プロデューサー - 沢野麻由美、齋藤宙央、大村恵一、吉江輝成、大森慎司
- 制作プロデューサー - 明元政喜
- 美術・アニメーション制作 - Tomovies[4]
- 製作 - 働くお兄さん！の製作委員会！[4]（グッドスマイルカンパニー、TOKYO MX、ムービック、ランティス（第1期）、バンダイナムコアーツ（第2期）、BSフジ）

## 主題歌
ジングルテーマ「働くお兄さん」
作詞・作曲・編曲 - R・O・N / 歌 - DearDream
第1期主題歌「KEEP YOUR HOPE ALIVE」
作詞・作曲・編曲 - R・O・N / 歌 - DearDream
第2期主題歌「LOVE YOUR LIFE」
作詞・作曲・編曲 - R・O・N / 歌 - DearDream

## 各話リスト
| 話数   | サブタイトル                   | 脚本     |
| 第1期  | 第1期                          | 第1期    |
| ------ | ------------------------------ | -------- |
| 第1話  | 宅配便のお兄さん！             | 宇佐義大 |
| 第2話  | コンビニのお兄さん！           | 熊本浩武 |
| 第3話  | アパレルショップのお兄さん！   | 熊本浩武 |
| 第4話  | レンタカー屋のお兄さん！       | 熊本浩武 |
| 第5話  | ガラスクリーニングのお兄さん！ | 宇佐義大 |
| 第6話  | 交通量調査のお兄さん！         | 熊本浩武 |
| 第7話  | 水族館の飼育員のお兄さん！     | 熊本浩武 |
| 第8話  | アニメショップのお兄さん！     | 熊本浩武 |
| 第9話  | 働かないお兄さん・冬           | 熊本浩武 |
| 第10話 | レンタルDVD屋のお兄さん！      | 高嶋友也 |
| 第11話 | 焼肉屋のお兄さん！             | 熊本浩武 |
| 第12話 | ケーキ屋のお兄さん！           | 宇佐義大 |
| 第13話 | 働くお兄さん！の特番！         | -        |
| 第2期  |                                |          |
| 第1話  | ぼくたち働くお兄さん!!         | 高嶋友也 |
| 第2話  | 新幹線パーサーのお兄さん！     | 熊本浩武 |
| 第3話  | 百貨店のお兄さん！             | 熊本浩武 |
| 第4話  | カフェのお兄さん！             | 熊本浩武 |
| 第5話  | プールスタッフのお兄さん！     | 熊本浩武 |
| 第6話  | アトラクションのお兄さん！     | 熊本浩武 |
| 第7話  | 働かないお兄さん・夏           | 宇佐義大 |
| 第8話  | 内装屋のお兄さん！             | 熊本浩武 |
| 第9話  | カギ屋のお兄さん！             | 熊本浩武 |
| 第10話 | ヒーローショーのお兄さん！     | 宇佐義大 |
| 第11話 | カラオケ屋のお兄さん！         | 熊本浩武 |
| 第12話 | ピザ屋のお兄さん！             | 熊本浩武 |

## 放送局
| 放送期間               | 放送時間                     | 放送局   | 対象地域 | 備考                                   |
| ---------------------- | ---------------------------- | -------- | -------- | -------------------------------------- |
| 2018年1月5日 - 3月30日 | 金曜 21:54 - 22:00           | TOKYO MX | 東京都   | 製作参加 / エムキャスにてサイマル配信  |
| 2018年1月7日 - 4月1日  | 日曜 0:00 - 0:05（土曜深夜） | AT-X     | 日本全域 | CS放送 / リピート放送あり              |
| 2018年1月9日 - 4月3日  | 火曜 23:55 - 翌 0:00         | BSフジ   | 日本全域 | 製作参加 / BS放送 / 『アニメギルド』枠 |

| 配信期間        | 配信時間         | 配信サイト                                                                                      |
| --------------- | ---------------- | ----------------------------------------------------------------------------------------------- |
| 2018年1月5日 -  | 金曜 22:00更新   | ニコニコチャンネル                                                                              |
| 2018年1月6日 -  | 土曜 12:00更新   | ビデオマーケット DMM.com 楽天TV U-NEXT アニメ放題 バンダイチャンネル dアニメストア Amazonビデオ |
| 2018年1月7日 -  | 日曜 0:25 - 2:30 | AbemaTV                                                                                         |
| 2018年1月13日 - | 土曜 12:00更新   | GYAO!                                                                                           |

| 放送期間               | 放送時間             | 放送局   | 対象地域 | 備考                        |
| ---------------------- | -------------------- | -------- | -------- | --------------------------- |
| 2018年7月6日 - 9月21日 | 金曜 21:54 - 22:00   | TOKYO MX | 東京都   |                             |
|                        | 金曜 22:40 - 22:45   | AT-X     | 日本全域 | CS放送 / リピート放送あり   |
| 2018年7月9日 - 9月24日 | 月曜 23:55 - 翌 0:00 | BSフジ   | 日本全域 | BS放送 / 『アニメギルド』枠 |

## CD
| 発売日        | タイトル                                            | 規格品番   |
| ------------- | --------------------------------------------------- | ---------- |
| 2018年4月25日 | TVアニメ『働くお兄さん！』Music Selection 履歴書 01 | LACA-15721 |
| 2018年10月3日 | TVアニメ『働くお兄さん！』Music Selection 履歴書 02 | LACA-15742 |

## 漫画
スピンオフ漫画『いつか働くお兄さん！』が『コミック電撃だいおうじ』（KADOKAWA刊）にて2018年1月27日発売のVol.53から2019年4月27日発売のVol.68まで連載された。作画は寺山電。
漫画版オリジナルキャラクターとして、タピオやクエ彦の大学の同級生であるハチ谷ルフ太とネザ園ウワ春を主人公としている。アニメ本編のタピオとクエ彦も主要キャラクターとして登場している。

### 漫画版主要キャラクター
アニメ本編にも第2期第4話で初登場した。
ハチ谷ルフ太（ハチたに ルフた）
声 - 正木郁
はちわれネコ。大学1年生で、同級生のタピオやクエ彦たちとよくつるんでいる。ネザ園からは「ルー」、タピオからは「ルったん」と呼ばれている。
バイトの応募経験はあるものの、面接での真っ正直な受け答えによる不採用連発がトラウマとなって以来、彼らとは対照的に働かずに大学生活を満喫しようと思っている。
ネザ園ウワ春（ネザぞの ウワはる）
声 - 太田将熙
ネザーランド・ドワーフ。大学1年生。ルフ太の友達。漫画版メインキャラクターの4人の中で唯一ネコではなくウサギである。ルフ太やタピオからは「ネザくん」、クエ彦からは「ネザ園」と苗字で呼ばれており、他の3人と違って下の名前で呼ばれることはほとんどない。
ルフ太と同様「不労所得」という考えを持つわりに経済的に潤っているなど謎が多く、忽然と居なくなることもある。一人暮らしをしており、タピオの隣の部屋に住んでいる。

### 漫画版ゲストキャラクター
アグ島（アグしま）
コミックス第1巻第3話に登場。アグー豚。大学4年生。ルフ太とウワ春をサークル勧誘するほどフレンドリーな性格。かりゆしウェアを身にまとい、三線は片時も離さない。
クア塚（クアつか）
コミックス第1巻第7話に登場。クアッカワラビー。大学1年生。笑顔を絶やさない一方で流されやすい性格。タピオ対ルフ太の労働不労働論争に巻き込まれる。
ムサ山（ムサやま）
コミックス第2巻第11話に登場。ムササビ。猫尾山で営む蕎麦屋の息子。幼い頃、木の上にいたところ、当時面識のなかったルフ太の体当たりによって転落したトラウマで飛べなくなった経緯を持つ。
ルフ太の母
コミックス第2回第12話に登場。一人息子のルフ太を過保護のように寵愛していた。

### コミックス
KADOKAWAの電撃コミックスNEXTで発売。
- 1巻 - 2018年8月27日発売、ISBN 978-4-04-893999-7
- 2巻 - 2019年6月27日発売、ISBN 978-4-04-912588-7